# Film peruviani proposti per l'Oscar al miglior film straniero
A partire dal 1968 il Perù ha cominciato a presentare all'Academy of Motion Picture Arts and Sciences film che lo rappresentassero all'Oscar nella categoria per il miglior film in lingua straniera.
L'unico film selezionato per la cinquina delle nomination finora è stato Il canto di Paloma di Claudia Llosa, candidato nell'edizione 2010.
| Anno | Film                                                     | Regia                     | Risultato     |
| ---- | -------------------------------------------------------- | ------------------------- | ------------- |
| 1968 | En la selva no hay estrellas                             | Armando Robles Godoy      | Non candidato |
| 1970 | La muralla verde                                         | Armando Robles Godoy      | Non candidato |
| 1973 | Espejismo                                                | Armando Robles Godoy      | Non candidato |
| 1984 | Maruja en el infierno                                    | Francisco José Lombardi   | Non candidato |
| 1986 | La ciudad y los perros                                   | Francisco José Lombardi   | Non candidato |
| 1989 | La boca del lobo                                         | Francisco José Lombardi   | Non candidato |
| 1991 | Caídos del cielo                                         | Francisco José Lombardi   | Non candidato |
| 1992 | Alias 'La Gringa'                                        | Alberto Durant            | Non candidato |
| 1994 | Reportaje a la muerte                                    | Danny Gavidia             | Non candidato |
| 1995 | Sin compasión                                            | Francisco José Lombardi   | Non candidato |
| 2000 | Pantaleón e le visitatrici (Pantaleón y las visitadoras) | Francisco José Lombardi   | Non candidato |
| 2004 | Paloma de papel                                          | Fabrizio Aguilar          | Non candidato |
| 2006 | Días de Santiago                                         | Josué Méndez              | Non candidato |
| 2007 | Madeinusa                                                | Claudia Llosa             | Non candidato |
| 2008 | Una sombra al frente                                     | Augusto Tamayo            | Non candidato |
| 2010 | Il canto di Paloma (La teta asustada)                    | Claudia Llosa             | Candidato     |
| 2011 | Contracorriente - Controcorrente (Contracorriente)       | Javier Fuentes-León       | Non candidato |
| 2012 | Octubre                                                  | Daniel Vega e Diego Vega  | Non candidato |
| 2013 | Las malas intenciones                                    | Rosario Garcia-Montero    | Non candidato |
| 2014 | El limpiador                                             | Adrián Saba               | Non candidato |
| 2015 | El Evangelio de la Carne                                 | Eduardo Mendoza de Echave | Non candidato |
| 2016 | NN                                                       | Héctor Gálvez             | Non candidato |
| 2017 | Videofilia: y otros síndromes virales                    | Juan Daniel Fernández     | Non candidato |
| 2018 | Rosa Chumbe                                              | Jonatan Relayze           | Non candidato |
| 2019 | Wiñaypacha                                               | Oscar Catacora            | Non candidato |
| 2020 | Retablo                                                  | Alvaro Delgado-Aparicio   | Non candidato |
| 2021 | Canción sin nombre                                       | Melina León               | Non candidato |
| 2022 | Manco Cápac                                              | Henry Vallejo             | Non candidato |
| 2023 | El corazón de la luna                                    | Aldo Salvini              | Non candidato |
| 2024 | La erección de Toribio Bardelli                          | Adrián Saba               | Non candidato |

| Non candidato | Il film è stato proposto dal Perù, ma non è stato candidato dall'Academy of Motion Picture Arts and Sciences.    |
| Short-list    | Il film è entrato nella "short-list" stilata a gennaio dei nove candidati per l'Oscar al miglior film straniero. |
| Candidato     | Il film è entrato a far parte dei cinque candidati per l'Oscar al miglior film straniero.                        |
| Vincitore     | Il film ha vinto l'Oscar al miglior film straniero.                                                              |